# Якоб Туллін Тамс
Якоб Туллін «Тулла» Тамс (норв. Jacob Tullin «Tulla» Thams; 7 квітня 1898 року, Християнія — 27 липня 1954 року, Осло) — норвезький двоборець, стрибун з трампліна та яхтсмен, один з небагатьох спортсменів, що завойовували олімпійські медалі на літніх та зимових Олімпійських іграх.

## Кар'єра
Якоб Туллін Тамс народився у Осло (тоді Християнія) та виступав за лижне відділення клубу ІФ Реді.
Під час змагання на Голменколленському лижному фестивалі у 1922 році він стрибнув на 46 метрів, встановши рекорд Голменколлена. Цей рекорд протримався чотири роки.
На Олімпійських іграх 1924 року в Шамоні виступав у стрибках з трампліна. Завоював золоту медаль, на 0.3 бала випередивши співвітчизника Нарве Бонна. Під час змагань встановив новий рекорд (58,5 метрів) на місцевому трампліні, котрий протримався тринадцять років.
Протягом чотирьох років (1924—1927) перемагав у стрибковій частині змагань з лижного двоборства на Голменколленському лижному фестивалі та отримував Жіночий кубок, як кращий стрибун. Але у частині з перегонами виступав не дуже вдало. Тому кращим результатом на фестивалі було 14-е місце у 1924 році.
На Чемпіонаті світу 1926 року Якоб Туллін Тамс став чемпіоном у стрибках з трампліна. У тому ж році він  отримав Медаль Голменколлена, ставши першим спортсменом отримавшим її за досягнення у стрибках з трампліна.
На Олімпійських іграх 1928 року в Санкт-Моріці Якоб Туллін Тамс був одним з фаворитів змагання зі стрибків з трампліна. Після першого стрибка він був на третьому місці, після співвітчизників Альфа Андерсена та Сігмунда Рууда. Швейцарські спортсмени стали вимагати, щоб другий стрибок робили на більшій швидкості, звинувативши при цьому норвежців у боягузтві. Розгарячений Тамс, розігнавшись, стрибнув на 73 метри. Майже на десять метрів більше ніж інші стрибуни на змаганнях, але він не зміг утримати рівновагу та впав. Через це падіння він закінчив змагання на 28-у місці.
Після закінчення кар'єри стрибуна, він почав займатися вітрильним спортом. У складі норвезької команди на 8-метровому човні він здобув срібні нагороди на літніх Олімпійських іграх 1936 року. Таким чином він став другим спортсменом, після американця Едді Ігана, котрий ставав призером літніх та зимових Олімпіад у двох різних видах спорту.

## Вплив на спорт
Якоб Туллін Тамс разом з Сігмундом Руудом вважаються винахідниками Конгсбергської техніки стрибків з трампліна. Ця техніка була провідною до 50-х років XX сторіччя, доки її не замінили техніки Віндіша та Дешера.